# Свемирска опсерваторија Гаја
Свемирска опсерваторија Гаја (Gaiа, енгл. Global Astrometric Interferometer for Astrophysics) дизајнирана је за астрометрију, а припада Европској свемирској агенцији. Циљ мисије је да се састави тродимензионални каталог од скоро милијарду објеката, углавном звезда. Овај поступак ће омогућити боље познавање физичких особина звезда, као и њихових кретања и еволуције Млечног пута. Такође, очекује се да ће Гаја детектовати хиљаде екстрасоларних планета налик Јупитеру, око 500 000 нових квазара и десетина хиљада нових астероида и комета у Сунчевом систему.
Гаја је лансиран 19. децембра 2013. године и очекује се да ће ова мисија трајати око 5 година. Опсерваторија оперише у Лагранжовој тачки L2. Цена мисије износи око 740 милиона евра.

## Мисија
Гаја има за задатак следеће:
- Да одреди луминозност звезда. За такав подухват потребно је знати раздаљину до звезде, па ће Гаја прво то морати измерити. Најпоузданији начин за мерење раздаљина је паралакса. Опсерваторије на Земљи не могу прецизно измерити овај параметар због атмосфере.
- Посматрања најблеђих објеката омогућиће бољу слику о томе како функционишу луминозности звезда. Гаја ће посматрати преко милијарду звезда и осталих објеката. Мере се објекти разних магнитуда.
- Посматрати што више звезда како би се стекла боља слика о еволуцији звезда.
- Посматрати што више објеката у Млечном путу како би се боље разумела динамика наше галаксије.
- Да мери астрометријске и кинематске особине звезде, што би помогло у разумевању више врста звезда, посебно оних најдаљих.

Да би мисија била успешна, Гаја прво мора да одреди удаљеност, позицију, кретање, инклинацију, тангенцијалну брзину, и сличне параметре милијарду звезда са огромном прецизношћу до 20. магнитуде.

## Инструменти
Гаја поседује 3 главна инструмента
- — за одређивање удаљености објеката
- — инструмент за одређивање луминозности, снима на таласним дужинама од око 320—1.000
- — спектрометар помоћу ког се може одредити брзина објекта